# なんてったってアイドル
「なんてったってアイドル」は、小泉今日子の17枚目のシングル。1985年11月21日にビクター音楽産業から発売された。

## 概要
シングルを制作するにあたり、公募でタイトルを募ったところ17万4千以上の応募作品があり、最終的に大西一弘投稿の ″なんてったって″ に ″アイドル″ を組み合わせて当該タイトルとなった。小泉のアイドル時代のヒット曲として欠かせない存在となり、バラエティー番組でも頻繁に使用された。本作のヒットで『第36回NHK紅白歌合戦』に2年連続2度目の出場を果たす。オリコンでは初登場で1位を獲得し、28万枚を超えるヒットとなる。『ザ・トップテン』や『ザ・ベストテン』では最高1位を記録し、計8週にわたってランクインしている。累計出荷枚数は42万枚。

## 背景
ディレクターの田村充義は、同年にデビューしヒットを連発していたアイドル・グループおニャン子クラブを意識し、これまで ″普通の子″ というコンセプトでやってきた小泉に新たなライバルが現れたから、イメージを変えなくてはならないと思ったという。田村は、おニャン子クラブの楽曲の多くを手掛けていた秋元康に作詞を依頼しているが、対抗意識があっての起用ではないと話している。また、秋元は以前にも小泉のシングルB面曲などに詞を提供しており、寧ろ当時自身がディレクターを担当していたとんねるずつながりからの起用であったと話している。依頼を受けた秋元は、当時まだ若く反骨精神もあったことから、「普段アイドルの歌詞には使われないような言葉を使って書いてやろうと思った」とコメントしている。この曲は詞先（先に書かれた詞に後から曲を付ける）で書かれており、作曲を担当した筒美京平は詞を見て「なに、これ？」と笑ったが、結果的にすごくいい曲を書いてくれたと田村は述べている。当初はAメロから歌が始まる構成が考えられていたが、筒美のアイディアによりサビから始まる歌へと変更になった。
小泉自身は、デビュー30周年となる2012年のインタビューで「この曲を歌えるのは私だけだろう」という自信があった一方で、「またオトナが悪ふざけしてるよ」と、歌うのが嫌だったとも振り返っている。後に秋元が作詞した『アイドルはウーニャニャの件』では、本作を意識したようなフレーズが使われている。
この曲の別歌詞バージョンとして、アルバム『今日子の清く楽しく美しく』(1986年2月21日発売)に収録された「なんてったってアイドル (Another Version)」が存在する。このバージョンは同年に『ザ・ベストテン』で披露された。
1991年11月には8cmCDがリリースされている（カップリングは『100%男女交際』）。

### タイアップ
発売当時は富士写真フイルム（現・富士フイルム）「カルディア」のCMソングとして使用され、2006年には富士重工業（現・SUBARU）「スバル・ステラ」、2024年にはサントリー「クラフトボス」のCMソングにも使用された。

## 収録曲

### なんてったってアイドル
1. なんてったってアイドル (4分7秒)
作詞：秋元康／作曲：筒美京平／編曲：鷺巣詩郎
2. 背徳の令嬢 (3分48秒)
作詞：森雪之丞／作曲：中崎英也／編曲：船山基紀

### なんてったってアイドル／100%男女交際
1. なんてったってアイドル
作詞：秋元康／作曲：筒美京平／編曲：鷺巣詩郎
2. 100%男女交際
作詞：麻生圭子／作曲：馬飼野康二／編曲：山川恵津子
3. なんてったってアイドル（カラオケ）
4. 100%男女交際（カラオケ）

## カバー
- 田村ゆかり（2009年／ライブ「Love Live *Dreamy Maple Crown*」でカバー）
- 桑田佳祐（2013年／ライブ「Act Against AIDS 2013 昭和八十八年度!第二回ひとり紅白歌合戦」でカバー）
- ホ・ヨンジ (KARA)（2015年／ライブ「KARA THE 4th JAPAN TOUR 2015 KARASIA」でカバー）
- 伊藤純奈＆樋口日奈 (乃木坂46)（2021年／ライブ「ザ・ヒット・ソング・メーカー 筒美京平の世界 in コンサート」でカバー）
- 河合優実（2024年／サントリー「クラフトボス」CM内でカバー[9]）
- AKB48（2024年／アルバム「なんてったってAKB48」でカバー）

## 参考資料
- 松永良平:著『コイズミクロニクル〜コンプリートシングルベスト 1982-2017〜 初回特典「コイズミシングル～小泉今日子と50のシングル物語」』ビクターエンタテインメント、2017年5月17日。